# Albugnano
Albugnano (Arbunan en piemontès) és un municipi situat al territori de la província d'Asti, a la regió del Piemont (Itàlia).
Limita amb els municipis d'Aramengo, Berzano di San Pietro, Castelnuovo Don Bosco, Moncucco Torinese, Passerano Marmorito i Pino d'Asti.
Pertanyen al municipi les frazioni de Belsito, Campolungo, Vallana i Vezzolano.

## Galeria fotogràfica

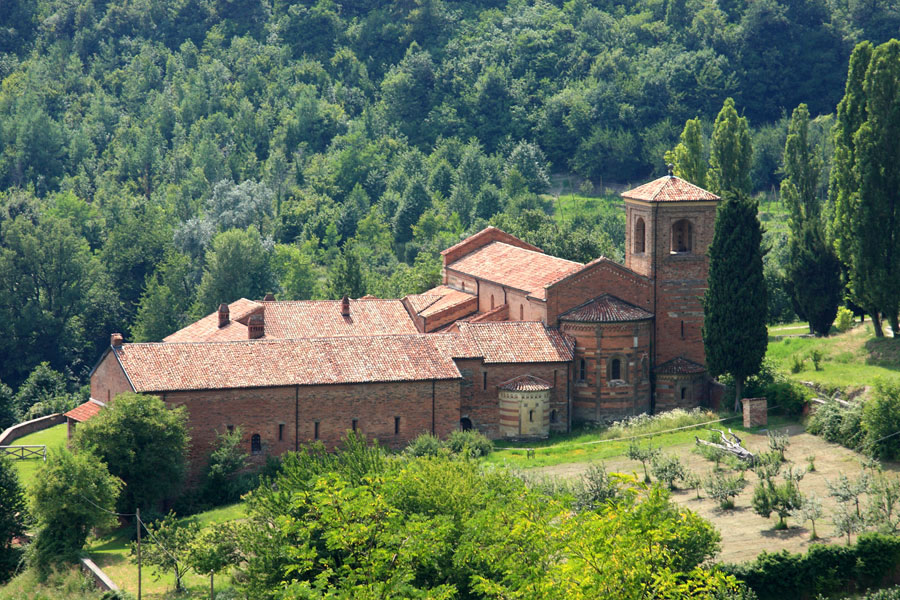
Abbadia Vezzolano
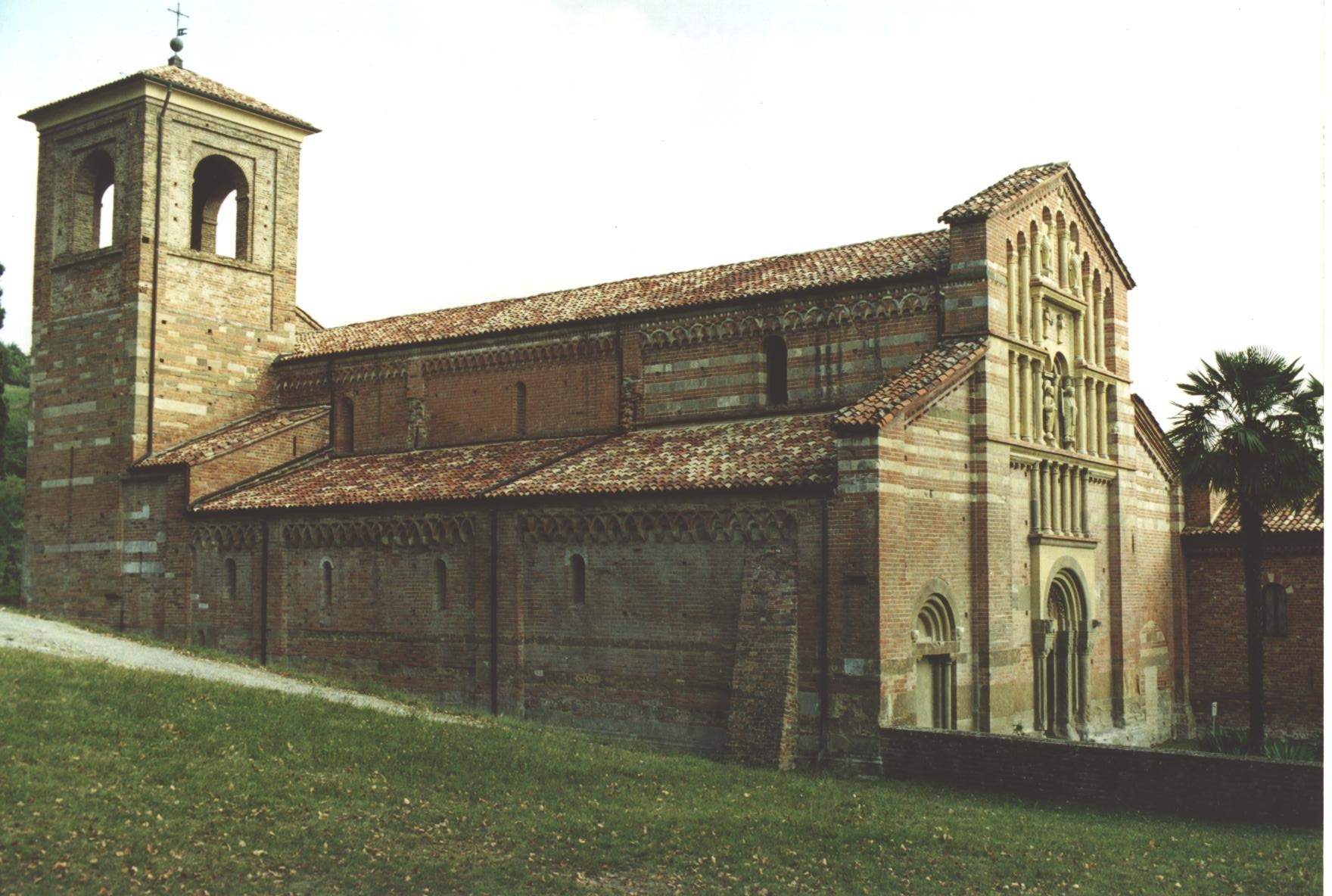
Santa Maria di Vezzolano
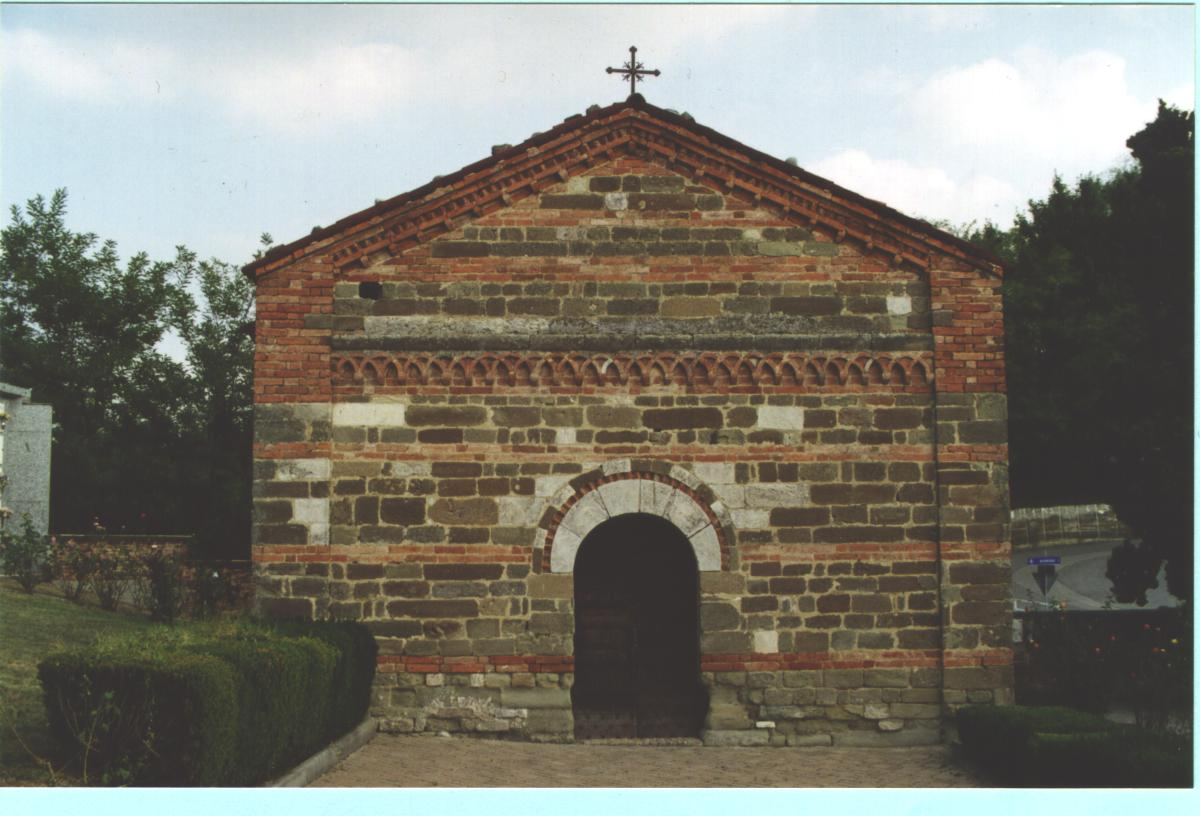
Església de Sant Pere - Façana
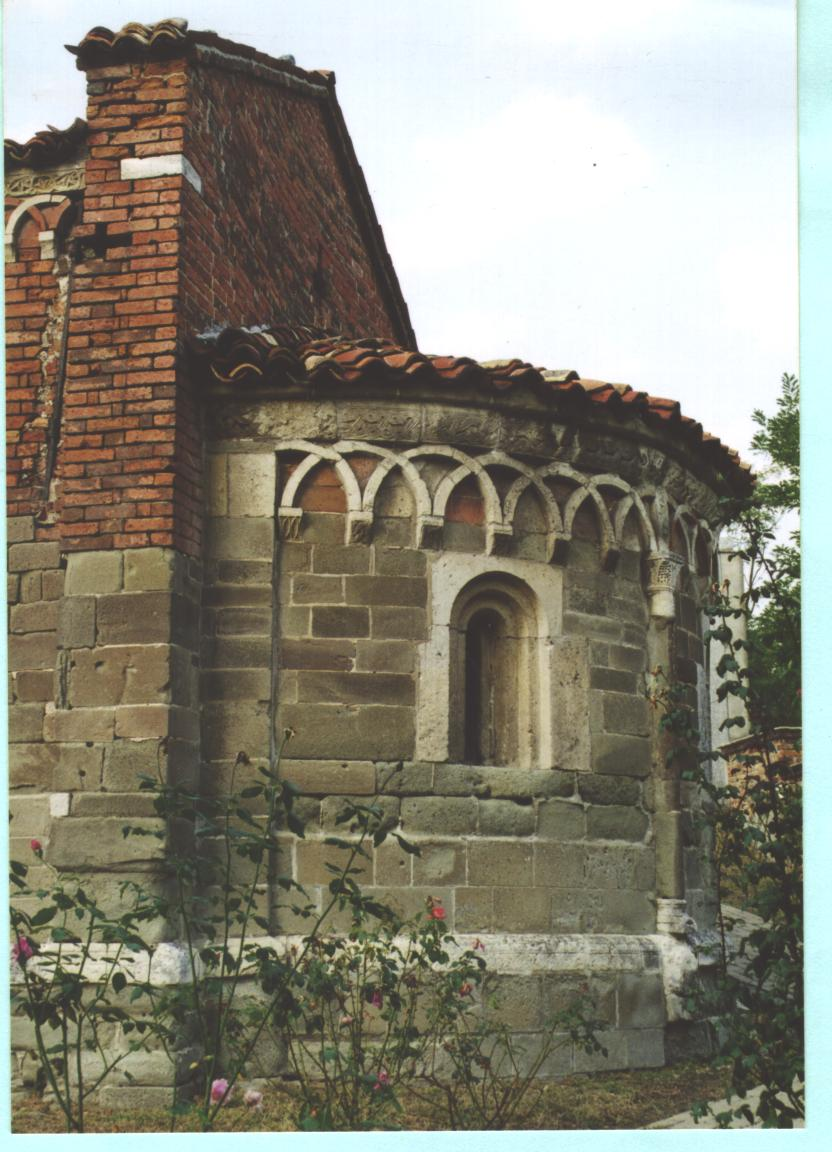
Església de Sant Pere - Absis
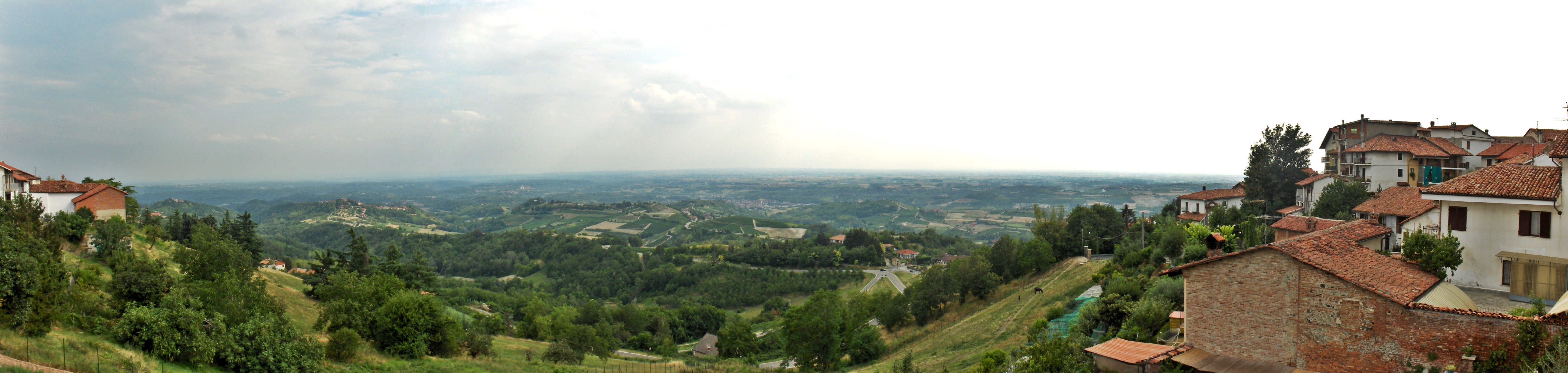
Panorama